# Nils Daag
Nils Gustav Daag, född 3 september 1948 i Sankt Görans församling i Stockholms stad, är en svensk diplomat och ambassadör.

## Biografi
Daag avlade civilekonomexamen vid Handelshögskolan i Stockholm 1971, varpå han tjänstgjorde vid Svenska handelskammaren i London 1971–1972. Åren 1972–1974 gick han aspirantutbildning vid Utrikesdepartementet (UD), varpå han tjänstgjorde vid Handelsavdelningen i UD 1974–1975. Han var andresekreterare vid ambassaden i Washington 1975–1978, förstesekreterare vid ambassaden i Rabat 1978–1980, departementssekreterare vid Biståndsavdelningen i UD 1980–1981 och departementssekreterare vid Politiska avdelningen i UD 1982–1986. År 1984 var han gästforskare vid Deutsche Gesellschaft für Auswärtige Politik i Bonn. Han var ambassadråd vid ambassaden i London 1986–1990 och ambassadör i Harare 1990–1992. Åren 1993–1997 var han departementsråd och chef för Huvudenheten för säkerhetspolitiska och internationella frågor vid Försvarsdepartementet.
Daag var därefter ambassadör vid OSSE-delegationen i Wien 1997–2002 och ambassadör i Dublin 2002–2006 samt departementsråd och chef för Säkerhetspolitiska avdelningen vid UD 2006–2011. Åren 2011–2015 var han ambassadör i Wien med sidoackreditering i Bratislava, Ljubljana och Förenta Nationerna.
Nils Daag invaldes 1996 som ledamot av Kungliga Krigsvetenskapsakademien och samma år också som korresponderande ledamot av Kungliga Örlogsmannasällskapet. Han är också medlem av International Institute for Strategic Studies.